# 葉夫根尼·扎沃伊斯基
葉夫根尼·康斯坦丁諾維奇·扎沃伊斯基（俄语：Евгений Константинович Завойский；1907年9月28日—1976年10月9日），蘇聯物理學家，電子自旋共振（EPR）的發現者，同時據信在1941年時便觀測到核磁共振，比费利克斯·布洛赫和爱德华·珀塞尔的初次有效發現要早五年，但由於無法重視且不合乎磁場空間均勻性的要求而未獲認可。他也因在1952年發明用於檢測核反應的冷發光相機，以及在四年後發現等離子體中的磁聲共振而聞名。

## 早年生活
葉夫根尼·扎沃伊斯基在1907年9月28日出生於俄羅斯帝國南部一座名叫莫希利夫-波季利斯基（現烏克蘭文尼察州）的小鎮，為家中的第三個孩子，其父親康斯坦丁（Konstantin）是俄羅斯帝國陸軍第19步兵師克里米亞第73步兵團所屬的軍醫，而母親艾莉薩薇塔（Elizaveta） 則是一位教師。在葉夫根尼三歲（1910年）的時候，他的父母為了讓五個孩子有更好的教育和福祉而舉家搬到喀山——俄國著名的大學城。康斯坦丁在當地的火藥廠找到一份駐場醫生的體面工作，還獲得一座可供他和孩子們進行家庭實驗的大公寓，其中葉夫根尼尤其熱衷於電磁學方面。
1919年，康斯坦丁因積勞成疾而去世，艾莉薩薇塔為求舉家溫飽而攜眷暫時移居至鄉村，直至六年後才搬回喀山。葉夫根尼在1926年入讀喀山大学，雙主修數學和物理學，其當時已是一位經驗老道的業餘工程師，曾經自組過一台無線電收信機，也有許多有待實現的發明及度量想法。在學期間，他的才華洋溢廣為人知，也因此被派往聖彼得堡繼續學習與研究，並在回到喀山後常駐喀山大學振盪實驗室。在1933年撰寫論文《超再生效應及其理論的研究》（«Исследование суперрегенеративного эффекта и его теория»）後獲得物理與數學科學副博士學位，並晉升為振盪實驗室的主任兼實驗物理學副教授。葉夫根尼的研究項目包括超短波和超再生效應，以及前者對諸如發芽種子等物質的物理和化學影響。蘇聯科學家們在農業集體化時期被要求用盡所能幫忙復甦因多年戰事而陷入泥潭的經濟，而發芽種子方面的研究正是該困難時期的產物。

## 生涯

### 研究共振現象

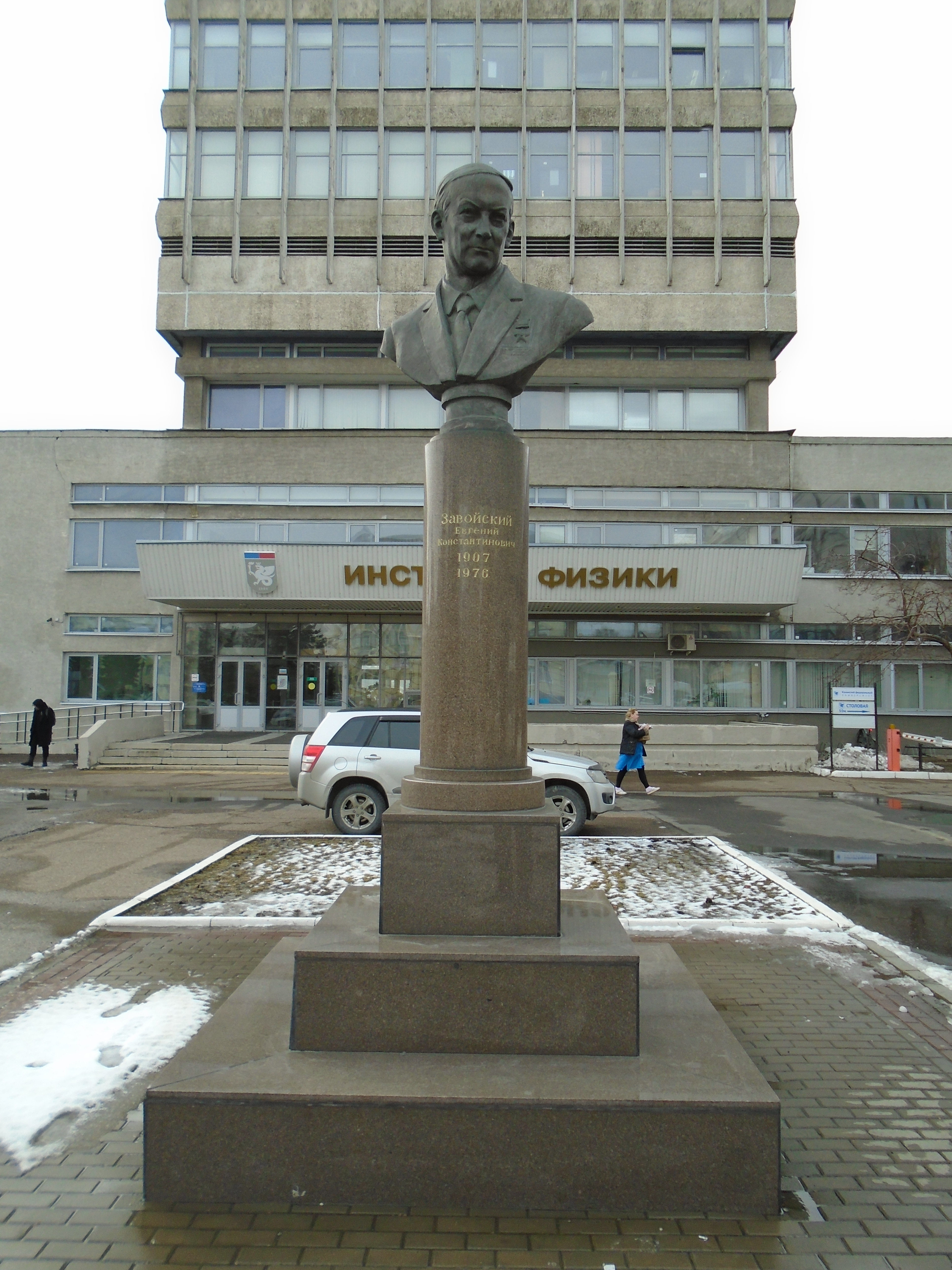
喀山联邦大学物理研究所大樓前的扎沃伊斯基半身像

1933年，扎沃伊斯基開始系統性地研究物質與電磁波間相互作用。他召集了鮑里斯·科濟列夫、A·V·涅斯梅洛夫（A. V. Nesmelov）和後來的謝苗·阿爾特舒勒等來自不同背景，又才華橫溢的理論和實驗物理學家，組建一個理論物理小組。他還參觀了幾個俄羅斯主要城市的實驗室，發現該研究領域的實驗技術並不發達。
扎沃伊斯基對伊西多·拉比在1938年做出靜磁場中分子束與電磁波相互作用的開創性發現，即核磁共振（NMR）很感興趣，遂召集其理論物理小組該項技術，並在第二次世界大戰期間與科濟列夫及阿爾特舒勒三人一起聯名發表論文。1940年至1941年左右，在擁有足夠靈敏的探測系統的情況下，扎沃伊斯基和其團隊嘗試檢測在固體和液體中的核磁共振，並成功收集到共振訊號，但卻可能無法符合磁場空間均勻性的嚴格要求，而該訊號本身亦不穩定，且難以重現。最終該研究成果遭到摒棄，後期工作也因蘇德戰爭爆發的關係而中止，戰後亦未繼續。费利克斯·布洛赫和爱德华·珀塞尔在五年後的1945年至46年間分別改良了扎沃伊斯基團體在液固態方面的檢測技術，成功觀測到穩定的核磁共振信號，兩人也因此共享1952年的諾貝爾物理學獎。
從1943年開始，扎沃伊斯基轉而關注對磁場均勻性的需求要低得多的電子自旋共振（EPR）。他為此做好了充足的準備，特別是用更為精確的柵極電流電子技術取代原有的戈特量熱法，同時在主靜磁場中增加一個小型交流磁場，以此極大化檢測靈敏度及放大諧振訊號，並將其直接輸出至示波器。1944年，扎沃伊斯基在氯化铜（CuCl2·2H2O）、硫酸銅和硫酸锰等鹽中檢測到EPR訊號。這項革命性發現造成蘇聯科學界的空前轟動，最初甚至不受包括彼得·卡皮察等同行認可，直到他在莫斯科從頭開始組裝EPR光譜儀並重現其研究成果時才釋除所有疑慮。扎沃伊斯基在隔年憑著電子自旋共振共振現象的貢獻成功捍衛自己的特许任教资格。

### 教學
在喀山大学任教期間，扎沃伊斯基專注於實驗，而不是理論的風格讓他的課十分受歡迎。扎沃伊斯基本人喜好展示各種低溫現象，例如因冷凍而造成的硬化與碎裂，某次實驗還差點導致其被秘密警察逮捕。他也曾經在大批學生面前將多幅卍字圖片圍成圓圈，然後投影到大螢幕前，只為演示雙軸晶體中的偏振光干涉。這場講學隨即引起特別國家委員會的注意，用作展示的晶體遭沒收，以對它進行分析並釐清扎沃伊斯基和納粹德國之間的關聯，直至其他科學家致函力證其與法西斯政權並無瓜葛，事件才正式解決。

## 晚年生涯與逝世
扎沃伊斯基在1947年應伊戈尔·库尔恰托夫的邀請從喀山遷至莫斯科，在當地蘇聯科學院旗下的原子能研究所（IAE）工作。他隨後移居至保密行政區阿尔扎马斯-16，參與苏联原子弹计划。回到IAE後，扎沃伊斯基潛心開發超快雷射檢測儀，並在1952年發明用於檢測核反應的新型冷發光相機。他在1958年開始研究等離子體和核融合的相關現象，還在同年發現在前者之中的磁聲共振。
1972年，扎伊沃斯基染上重病，迫使他離開科學界，並最終於四年後因此在莫斯科病逝，終年69歲，身後下葬在孔策沃公墓。

## 獲得榮譽與紀念
扎沃伊斯基分別在1949年、1957年和1969年獲頒史達林奖、列宁奖和兩枚列寧勳章，並在1953年10月23日成為蘇聯科學院候選院士，隔年6月26日正式獲選為院士。他曾在1958年至1970年被提名諾貝爾獎35次，其中33次為物理學獎，其餘兩次則是化學獎。
在扎沃伊斯基在1977年逝世後，他對電子自旋共振的發現貢獻得到國際EPR學會（International EPR Society）的認可，並以其名字設立了「扎沃伊斯基獎」。七年後，蘇聯科學院喀山科學中心物理技術研究所以扎沃伊斯基起名，以資紀念。喀山普里沃爾日斯克區和蘇維埃茨克區交界處有一條街名叫「扎沃伊斯基院士街」。1997年，喀山联邦大学在其主樓246號室，即扎沃伊斯基發現電子自旋共振的地方開設「E·K·扎沃伊斯基實驗室博物館」。

## 延伸閱讀
- Boris I. Kochelaev. . World Scientific. 1995. ISBN 981-02-2114-2.
- D. J. E. Ingram. . Butterworths Scientific. 1958. （俄文）
- Б. М., ; С. А., Альтшулер. . 1972.
- . . 1988. （俄文）
- Богуненко Н. Н., Пелипенко А. Д., Соснин Г. А. . . Саров: Росатом. 2005: 152—156. ISBN 5-9515-0005-2 （俄语）.
- В. А. Скорюпин.  352 экз. Москва: Курчатовский ин-т,. 2017. ISBN 978-5-00004-051-5 （俄语）.